# Going Ape!
Going Ape! é um filme de 1981 dirigido por Jeremy Joe Kronsberg e produzido pela Paramount Pictures. Foi estrelado por Tony Danza como Foster, Jessica Walter como Fiona e ainda por três orangotangos.